# Quart de Poblet
Quart de Poblet és un municipi del País Valencià situat a la comarca de l'Horta Sud. Limita amb Aldaia, Xirivella, Manises, Mislata i Paterna (a l'Horta); amb Xiva (Foia de Bunyol), Riba-roja de Túria (Camp de Túria) i la ciutat de València.

## Geografia
Situat entre l'Horta de València i el Pla de Quart, la superfície del terme és completament plana. El riu Túria creua el terme pel nord; per l'oest circula la rambla de Poio. Té un clima mediterrani, amb pluges a la tardor i primavera; els vents dominants són els de l'oest i l'est.
Tradicionalment, el terme es dividia en trenta partides. Huit n'eren d'horta, vint-i-una de secà, i una n'era de terra per a terrissers.

### Nuclis
- Quart de Poblet
- Capellans
- Porta
- Sant Josep Artesà

## Història
L'origen de Quart de Poblet és romà, tal com ho demostren les restes de l'aqüeducte dels Arquets i el seu primer topònim Quartum, que significava que era a quatre milles de València. En l'edat mitjana el Cid va lliurar la batalla de Quart de Poblet contra els almoràvits i apareix en el Cantar del Mio Cid.

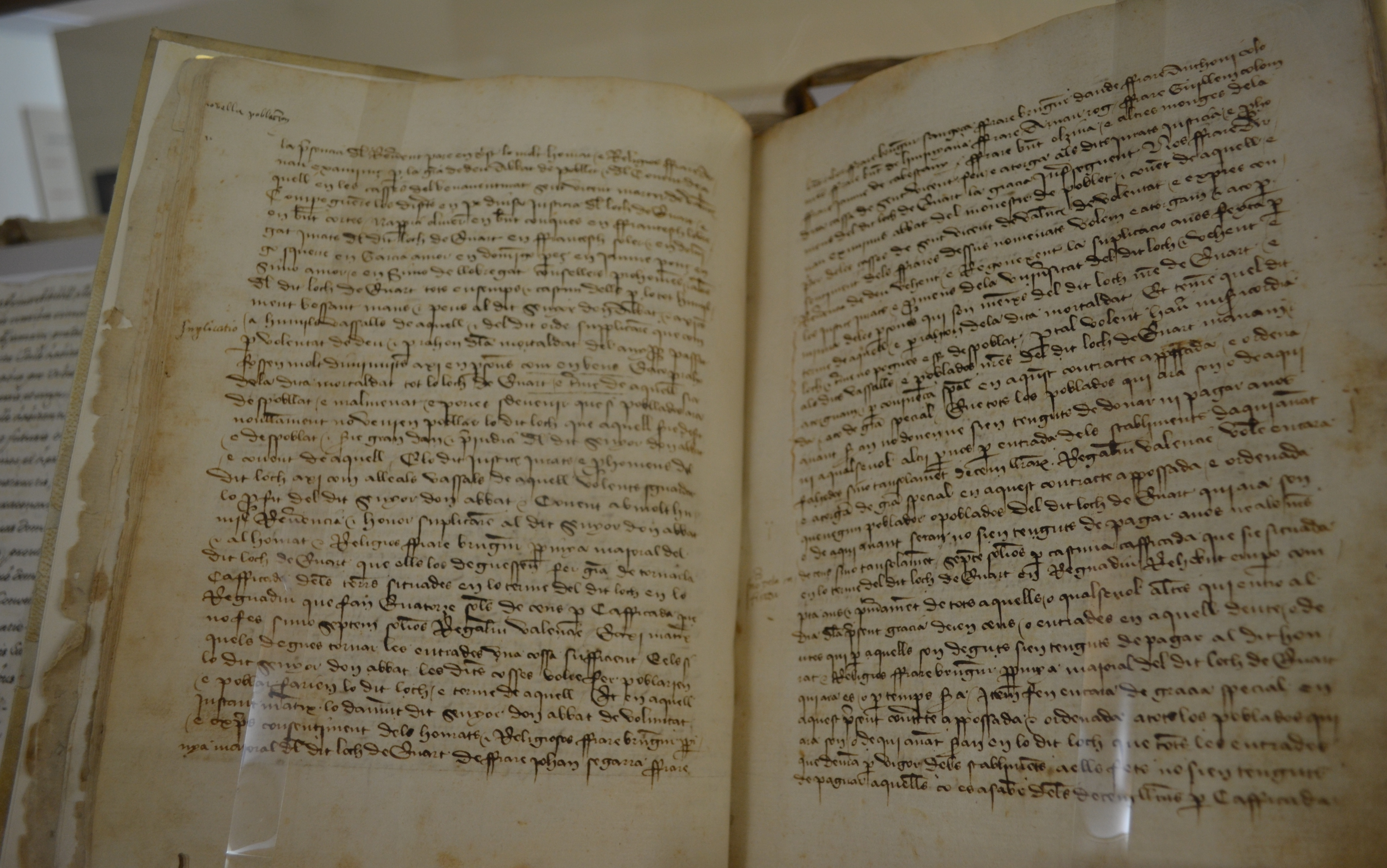
Reforma de la carta pobla de Quart (1349)

En 1244, Jaume I feu donació del castell i la vila de Quart, juntament amb l'alqueria de Ladea, a Sant Vicent. En 1279 Pere III concedí el lloc i el castell a Berenguer de Conques, membre de l'hospital del monestir de Sant Vicent, de València. El 1282 el rei concedí les rendes del lloc a l'abat de Sant Victorià. L'any 1285 el castell de Quart va passar a Pere Rei i finalment el 1287 el castell i el lloc de Quart quedaren adscrits al monestir de Poblet i a l'hospital del monestir de Sant Vicent fins a la desamortització de Mendizábal, el 1835. El 1295, Jaume el Just  confirma la donació feta al monestir de Poblet. En 1358 Pere IV donà franquícia als pobladors de Quart de pagar lleuda, peatge i d'altres imposts del Regne de València.
En un principi estava habitada per musulmans, però el 1334 l'abat de Poblet atorga carta pobla en règim d'emfiteusi.
En les Corts valencianes del 1645 l'església parroquial, dedicada a la Puríssima Concepció i reedificada en el segle xviii, demana la franquícia de dret d'amortització de mil lliures.
El gener de 1706, un grup de llauradors va tractar de tallar el pas pel pont de Sant Onofre a una columna de tropes borbòniques comandades per Antonio del Valle. Les tropes varen superar la resistència sense massa dificultats, però irritats per l'actitud dels habitants, saquejaren algunes cases del poble i marxaren. Poc després hi arribà un nou grup de militars borbònics, més reduït, que va entrar a la població per error. Els habitants, se'ls enfrontaren, patit la força borbònica dues baixes mortals. Com a conseqüència, el duc d'Arcos, lloctinent de Felip V, ordenà el saqueig i incendi de Quart de Poblet, cosa que va passar el 17 de gener de 1706. Les cases dels partidaris del bàndol borbònic havien estat respectades, però després del saqueig i incendi varen ser cremades pels austracistes. Dos homes, un de 72 anys i un altre de 17, varen ser acusats de col·laborar amb les tropes borbóniques i executats públicament a la plaça del Mercat de València.
En 1773 Aldaia va guanyar el plet que va obligar a la partició del terme. El 27 de juny del 1808 s'hi va lliurar la batalla de Sant Onofre (junt a l'ermita que porta el seu nom) que va marcar una important fita en la guerra de la Independència. A les primeries del segle xix produïa blat, oli, garrofes, vi, fesols, cànem, seda, fruites i hortalisses; comptava tanmateix amb tres fàbriques de teula i rajola, i amb tres molins fariners.
El 1847, Quart i altres pobles de la zona demanaren la restauració del pont sobre el Túria, que en trobar-se molt deteriorat, dificultava el trànsit, perjudicant als quartans que treballaven terres a l'altra banda del riu. Treballadors, mercaderies i bestiar sovint havien d'anar fins al pont de Sant Josep, a València. Les obres van començar el 1851, finançades principalment per Quart de Poblet.
Una forta riuada va enderrocar el pont l'11 de novembre de 1897. També va inundar camps, fàbirques i cases. En el periode 1897-1936, la comunicació amb l'altra banda del riu es va reduir a una passarel·la de fusta amb una barana de ferro. El 1936, per la guerra civil, es va construir un pont de fusta, que va durar pocs anys.
La transformació més radical del municipi tingué lloc en el segle xx, d'una banda les actuacions del Pla Sud que es va iniciar arran de les tràgiques riuades de 1957 i que havia de desviar el llit del Túria per a evitar noves inundacions a la capital i a la resta de la comarca; d'altra banda la instal·lació d'un dels primers i més importants polígons industrials de la comarca va atraure-hi una allau d'immigrants provinents d'Andalusia, Aragó, Múrcia i Castella-La Manxa, la qual cosa propicià un creixement urbà i demogràfic espectacular.

## Demografia
A data de 2023, Quart de Poblet tenia 25.590 habitants (INE).
| any  | habitants |
| ---- | --------- |
| 1900 | 1.814     |
| 1910 | 2.263     |
| 1920 | 2.644     |
| 1930 | 3.152     |
| 1940 | 3.993     |
| 1950 | 5.408     |
| 1960 | 10.571    |
| 1970 | 20.529    |
| 1981 | 27.409    |
| 1991 | 27.404    |
| 2000 | 26.131    |
| 2010 | 25.472    |
| 2020 | 25.062    |

## Economia
L'economia es basa, com a la resta de les ciutats del cinturó industrial de València, en la construcció, la indústria i els serveis, deixant per a l'agricultura un lloc gairebé testimonial.

## Política i govern

### Composició de la Corporació Municipal
El Ple de l'Ajuntament està format per 21 regidors. En les eleccions municipals de 28 de maig de 2023 foren elegits 10 regidors del Partit Socialista del País Valencià (PSPV-PSOE), 5 del Partit Popular (PP), 3 de Compromís per Quart de Poblet: Acord per guanyar (Compromís), 2 de Vox (Vox) i 1 de Quart entre totes -Anticapitalistes -Unides Podem -Esquerra Unida.
| Eleccions municipals de 28 de maig de 2023 - Quart de Poblet |                                                                   |                                     |                                     |         |         |          |
| Candidatura | Candidatura                                                       | Candidatura                         | Cap de llista                       | Vots    | Vots    | Regidors |
| | Partit Socialista del País Valencià-PSOE                          |                                     | Cristina Mora Lújan                 | 6.322   | 45,43%  | 10 (-2)  |
| | Partit Popular                                                    |                                     | Raúl Esteban Cano                   | 3.007   | 21,61%  | 5 (+2)   |
| | Compromís per Quart de Poblet                                     |                                     | Rosa Maria Garcia Asensio           | 2.129   | 15,30%  | 3 ()     |
| | Vox                                                               |                                     | Belén Martínez Fernández            | 1.430   | 10,28%  | 2 (+2)   |
| | Quart Entre Totes Anticapitalistes - Unides Podem- Esquerra Unida |                                     | Mario Aráez García                  | 783     | 5,63%   | 1 ()     |
| | Altres candidatures                                               |                                     |                                     | 119     | 0,86%   | 0        |
| | Vots en blanc                                                     |                                     |                                     | 126     | 0,91%   |          |
| Total vots vàlids i regidors | Total vots vàlids i regidors                                      | Total vots vàlids i regidors        | Total vots vàlids i regidors        | 13.790  | 100 %   | 21       |
| | Vots nuls                                                         | Vots nuls                           | Vots nuls                           | 138     | 0,98%   |          |
| Participació (vots vàlids més nuls) | Participació (vots vàlids més nuls)                               | Participació (vots vàlids més nuls) | Participació (vots vàlids més nuls) | 13.114  | 70%**   |          |
| Abstenció | Abstenció                                                         | Abstenció                           | Abstenció                           | 6.022*  | 30%**   |          |
| Total cens electoral | Total cens electoral                                              | Total cens electoral                | Total cens electoral                | 20.076* | 100 %** |          |
| Alcaldessa: Cristina Mora Luján (PSPV) (17/06/2023) Per ser la llista més votada, després de no haver obtingut majoria absoluta dels regidors (13 vots de PSPV) |                                                                   |                                     |                                     |         |         |          |
| Fonts: JEC, (* No són vots sinó electors. ** Percentatge respecte del cens electoral.)                                                                          |                                                                   |                                     |                                     |         |         |          |

### Alcaldes
Des de 2023 l'alcaldessa de Quart de Poblet és Cristina Mora Luján de PSPV-PSOE.
| Període                       | Alcalde o alcaldessa                       | Partit polític | Data de possessió     | Observacions |
| ----------------------------- | ------------------------------------------ | -------------- | --------------------- | ------------ |
| 1979–1983                     | Onofre Colomer Mateu Ramón Segarra Asensio | PSPV-PSOE      | 19/04/1979 12/01/1981 | -- n/d       |
| 1983–1987                     | Ramón Segarra Asensio                      | PSPV-PSOE      | 28/05/1983            | --           |
| 1987–1991                     | Ramón Segarra Asensio                      | PSPV-PSOE      | 30/06/1987            | --           |
| 1991–1995                     | Ramón Segarra Asensio                      | PSPV-PSOE      | 15/06/1991            | --           |
| 1995–1999                     | Ramón Segarra Asensio                      | PSPV-PSOE      | 17/06/1995            | --           |
| 1999–2003                     | Carmen Martínez Ramírez                    | PSPV-PSOE      | 03/07/1999            | --           |
| 2003–2007                     | Carmen Martínez Ramírez                    | PSPV-PSOE      | 14/06/2003            | --           |
| 2007–2011                     | Carmen Martínez Ramírez                    | PSPV-PSOE      | 16/06/2007            | --           |
| 2011–2015                     | Carmen Martínez Ramírez                    | PSPV-PSOE      | 11/06/2011            | --           |
| 2015–2019                     | Carmen Martínez Ramírez                    | PSPV-PSOE      | 13/06/2015            | --           |
| 2019-2023                     | Carmen Martínez Ramírez                    | PSPV-PSOE      | 15/06/2019            | --           |
| Des de 2023                   | Cristina Mora Luján                        | PSPV-PSOE      | 17/06/2023            | --           |
| Fonts: Generalitat Valenciana |                                            |                |                       |              |

## Monuments

### Monuments religiosos

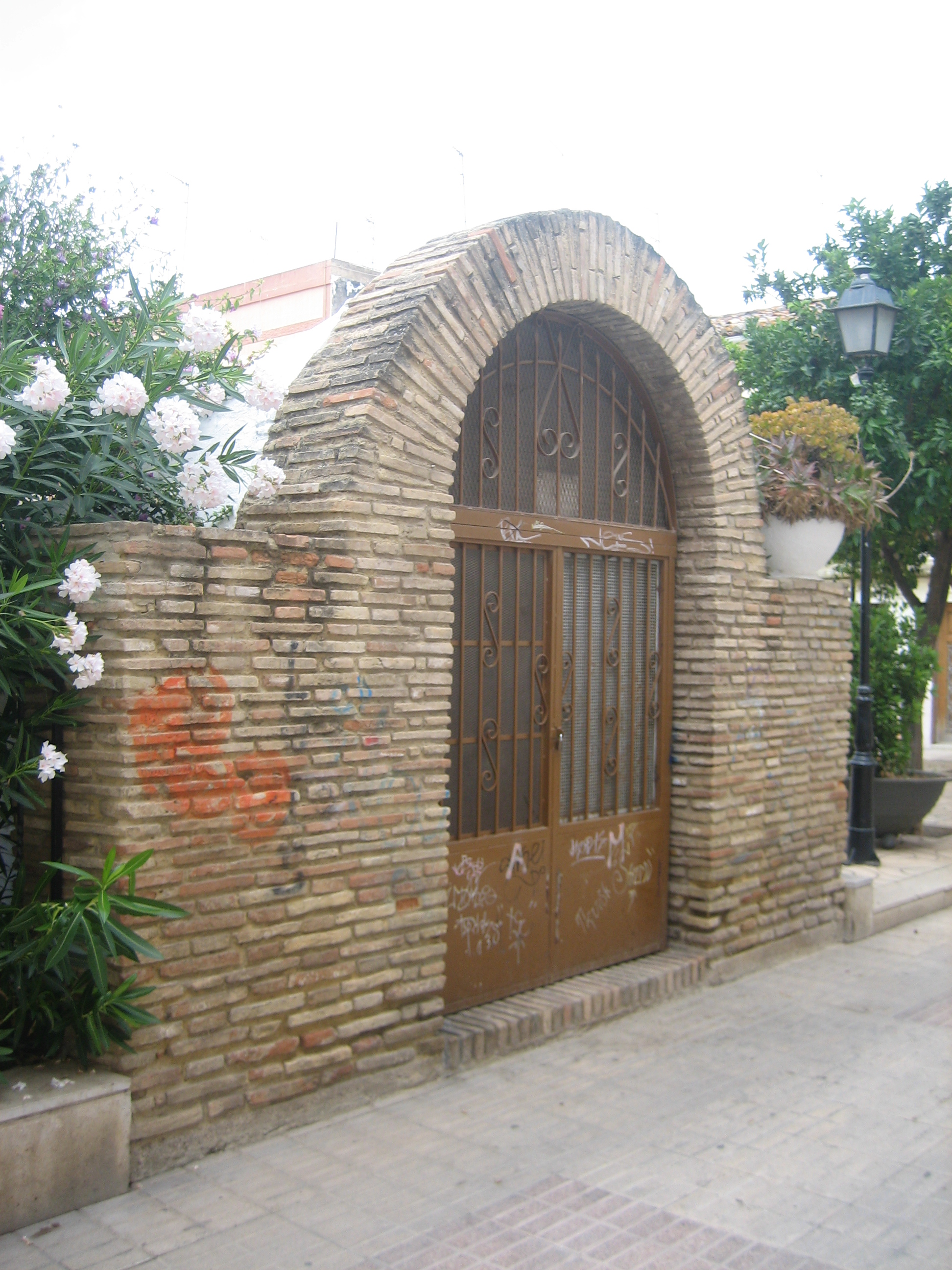
Cisterna medieval

- Església de la Puríssima Concepció.[12] Construïda al segle xiv, va ser remodelada a finals del segle xvii i principis del xviii. La façana principal és d'estil clàssic sobri, amb portada de llinda flanquejada per dues columnes de capitell jònic. El campanar és una robusta torre de planta quadrada. La decoració interior del temple és barroca. El Retaule de l'Altar Major també és barroc. La Capella de la Comunió és de construcció posterior, estil neoclàssic, obra de l'arquitecte Vicent Gascó.

- Ermita de Sant Onofre. Els orígens d'esta ermita es remunten a 1321. En aquell moment es tractava d'un eremitori d'estructura molt senzilla, l'aspecte del qual va canviar substancialment amb les intervencions realitzades després de l'ampliació de l'edifici original el 1547. Va ser restaurada recentment. El 23 d'octubre de 2003, l'arquebisbe de València, Agustín García-Gasco va presidir la cerimònia de dedicació i consagració de l'ermita, que acull la parròquia de la Mare Santíssima de la Llum des del 13 de juliol de 1971.

### Monuments civils
- Cisterna medieval. Quart de Poblet conserva una de les poques cisternes medievals que encara es poden visitar a València. Data del segle vii, va ser declarada Bé d'Interés Cultural i està inscrita en l'Inventari General de Jaciments Arqueològics del País Valencià. Actualment és utilitzada com a sala d'exposicions. Segons els testimonis històrics, la cisterna s'omplia amb l'aigua que li arribava des del Túria, a través de la séquia de Quart, una vegada a l'any. Açò bastava per a abastir a la població durant dotze mesos. S'omplia en la nit de lluna vella del mes de gener, en una operació que durava de 10 a 20 hores i que es perllongava durant dues nits, des de les onze fins a les quatre de la matinada.

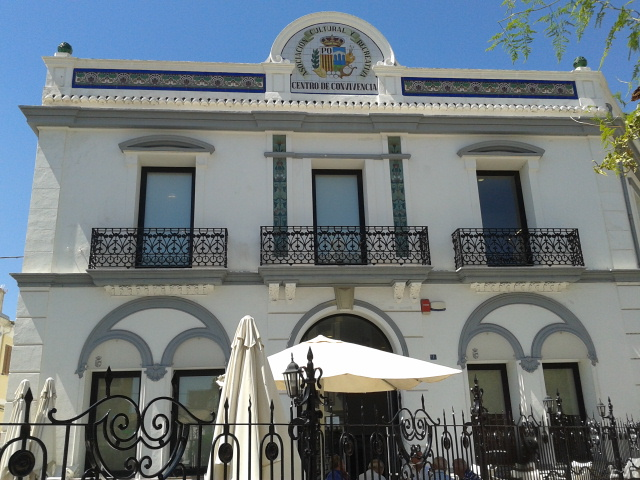
Centre Cultural El Casino

- Auditori Molí de Vila. Va ser inaugurat el 6 de desembre de 1997, Dia de la Constitució; conserva l'estructura de la casa de Salvador Vila Bellver. És el segon més important de la comarca, compta amb una capacitat de 470 places i disposa de tres plantes amb 1.822,20 metres quadrats de superfície construïts. Pel seu escenari han passat grans noms de la música, la dansa, el teatre i el cine del país. Paral·lelament, funciona com a espai cultural a disposició de nombroses entitats del municipi. En el vestíbul de l'Auditori s'han instal·lat les pintures murals de José Estruch (1835-1907) recuperades de l'antic xalet Vila Carmen.
El molí original es destinava a la refinació de vernís ceràmic. La força motriu la proporcionava la séquia de Mislata, sobre la qual es va construir. Durant la guerra civil va adaptar-se per a moldre carbó per als gasògens. La riuada de 1957 el va inundar fins a 2'57 metres. El 1989 va deixar de funcionar com a moli.[6]

- El Casino. És una construcció de principis del segle XX amb una terrassa encerclada per una bella reixa. La gran sala del café té una socolada d'estil modernista amb escenes al·legòriques a l'agricultura, a la indústria i a les belles arts. El Casino compta amb un teatre de 325 butaques.

- Molí de Real o Molí de la Senyoria de Poblet. Molí fariner hidràulic d'origen medieval.

- També estan catalogats com Béns d'Interés Cultural:
- El tram històric de la Séquia de Mislata

- L'Assut de la Séquia de Favara

- L'Assut de la Séquia de Rascanya

## Llocs d'interés
El riu Túria ha sigut una peça clau en la vida i la història de Quart de Poblet. Punt de reunió en dates tan assenyalades com Pasqua i l'estiu, els abocaments incontrolats van deteriorar la qualitat de les seues aigües i les seues riberes fins al punt de perdre la seua condició de lloc d'oci i esplai. Des de l'any 2000, l'Ajuntament té en marxa un procés de regeneració que ha permés recuperar més de 30.000 metres quadrats de ribera. Passejar, i inclús pescar, pel riu torna a ser possible.
També podeu visitar la fàbrica de "Churruca" en el carrer Avinguda Comarques País Valencià número 86

## Cultura

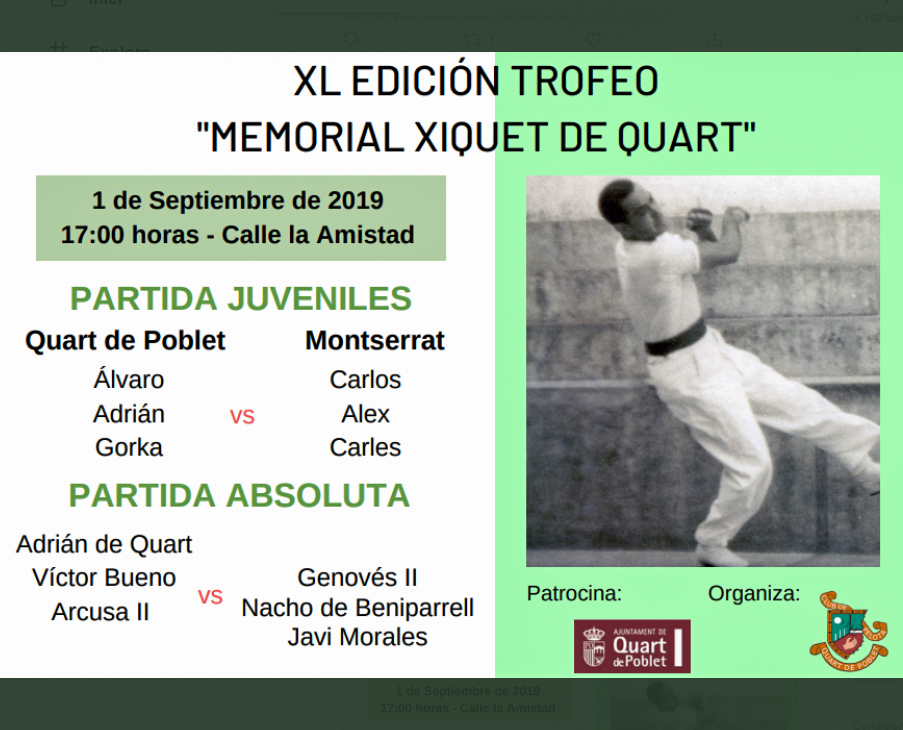
Memorial Xiquet de Quart, 01-09-2019

- Agrupació Musical l'Amistat de Quart de Poblet. L'agrupació dona suport a una Banda de Música, l'Escola d'Educands, grups de cambra, etc. De la seua trajectòria destaquen els premis obtinguts en Kerkrade i el Certamen de València
- Orfeó Veus Juntes de Quart de Poblet[13]. Formació coral fundada l'any 1975 amb l'objectiu de promocionar la música coral dins i fora del municipi. El cor alterna grans obres amb repertoris més populars, d'autors de totes les èpoques i llocs. Destaca tant per la seua projecció nacional com a internacional.
- Memorial Xiquet de Quart.

## Festes i celebracions
- Sant Antoni Abat. Se celebra el 17 de gener.
- Falles. Al març.
- Mare de Déu de la Llum. Se celebra l'1 de juny.
- Sant Onofre. Té lloc el 10 de juny.
- Festes Majors. Celebra les seves festes patronals durant els cinc dies següents al primer divendres de setembre.
- Festes Moros i Cristians. Celebra les seues festes el segon cap de setmana de Setembre

### Festes Moros i Cristians
El seu origen es remunta a 1985. Es realitzen en commemoració de la batalla que el Cid va lliurar contra les tropes Almoràvits acabdillades per Muhammad, nebot de l'emir del nord d'àfrica Yusuf ibn Tashfin, al Pla de Quart que va suposar l'alliberament de València de les amenaces musulmanes d'aquella època per un breu període, a més de ser la primera derrota de l'exèrcit almoràvit en la península de mans cristianes.
Avui en dia, la festa es troba regida per l'Associació de Festes de Moros i Cristians de Quart de Poblet, i està conformada per huit comparses.
Bàndol Moro
- Faitanar
- Alí Ben Bufat
- Hussun Kaaba
- Almahà Ben Jové
- Al-Bayràh

Bàndol Cristià
- Pirates
- Guerrers del Cid
- Creuats

La festa es realitza els següents dies:
- Dijous (nit) Pregó de Festes
- Divendres (nit) Estafeta, Ambaixada Mora, i Batalla
- Dissabte (matí) Visita a les Residències de Majors i Cercavila-visita a les Capitaníes
- Dissabte (nit) Entrada Mora i Cristiana
- Diumenge (matí) Desfilada Infantil
- Diumenge (vesprada) Aliança, Estafeta, Ambaixada Cristiana, i Batalla del Plà de Quart

## Fills il·lustres

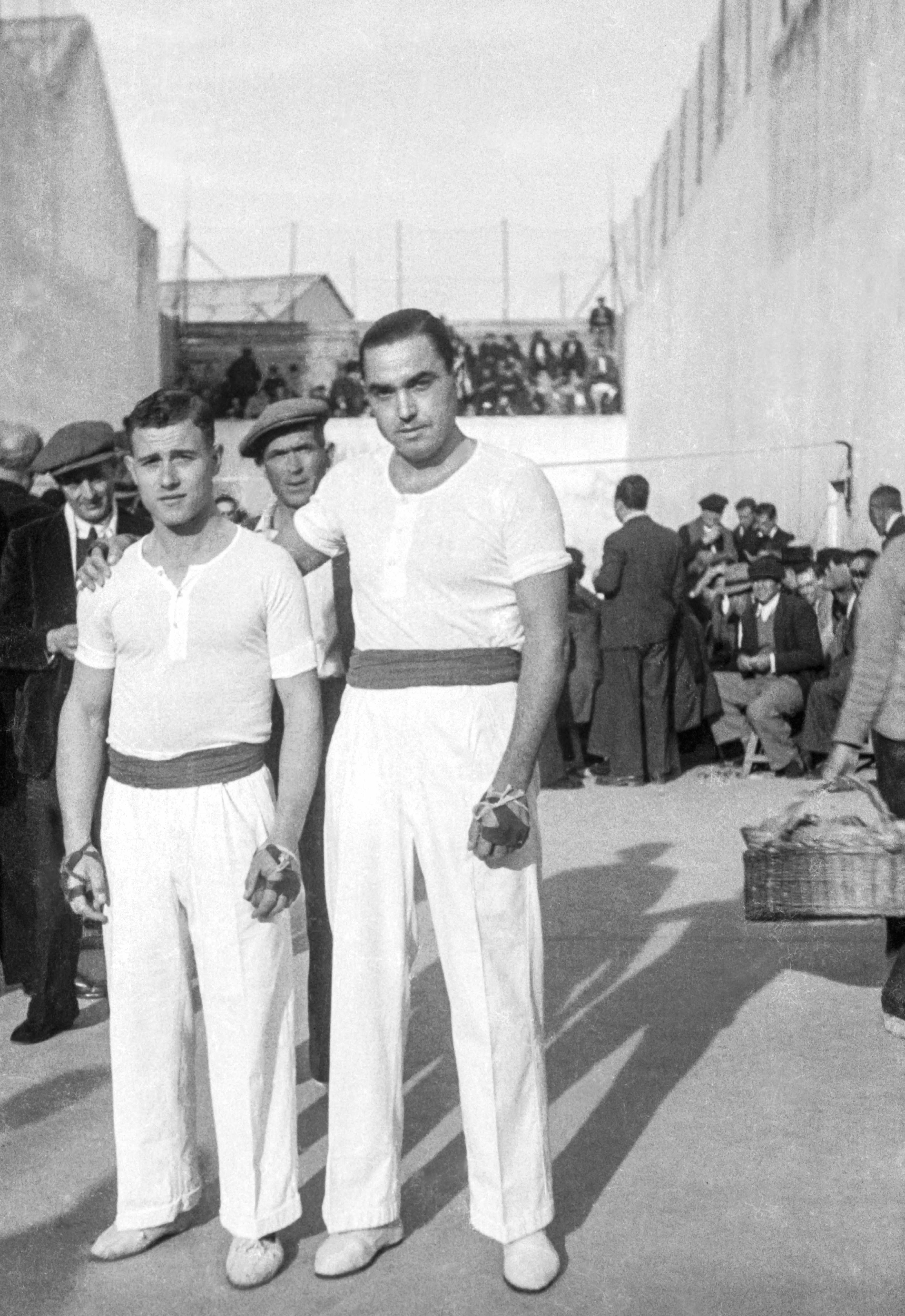
Juliet d'Alginet i Xiquet de Quart

- Alberto Arnal, "Xiquet de Quart" (Serra 1913 - † Quart de Poblet 1966) va ser un pilotari d'escala i corda
- Laura Gallego García (Quart de Poblet, 1977) és una escriptora de literatura juvenil.